# École hôtelière de la province de Namur
 (février 2022).
Si vous disposez d'ouvrages ou d'articles de référence ou si vous connaissez des sites web de qualité traitant du thème abordé ici, merci de compléter l'article en donnant les références utiles à sa vérifiabilité et en les liant à la section « Notes et références ».
L’école hôtelière de la Province de Namur (EHPN), qui a vu le jour le 18 janvier 1937, est un établissement de l’enseignement secondaire organisé au sein de l’Apef. Elle a vu le jour sous l’impulsion du gouverneur, le baron Gaiffier d’Hestroy.

## Campus Hôtelier
Le Campus Hôtelier se situe sur le site de la Citadelle et se compose de 4 parties distinctes :
- L’École Hôtelière Provinciale de Namur
- Le Baccalauréat en Gestion Hôtelière
- Le Château de Namur
- Le Centre de Technologies Avancées en Réception

## Élèves renommés
Liste non exhaustive :
- Gérald Watelet
- Pierre Résimont (L'Eau vive )
- Carl Gillain (L'Agathopède)
- Alain Coumont (Le Pain quotidien)
- Ludovic Vanackere (La table de Bossimé)
- Éric Boschman
- Lionel Rigolet et Laurence Wijnants (Comme chez soi )
- Christophe Hardiquest  (Bon Bon )
- Tristan Martin (Lemonnier)
- Martin Volkaerts (L'Amandier)
- Eric Lequeu (Parfums de cuisine)
- Alain Gilain (Hostellerie Gilain )
- Sang Hoon Degeimbre (L'Air du temps )
- Stéphanie Thunus (Au Gré du Vent )